# Данієль Бенсаїд
Данієль Бенсаїд (25 березня 1946 , Тулуза  — 12 січня 2010 , X округ Парижа, Париж, Іль-де-Франс, Франція ) ― французький філософ, марксистський теоретик, громадський і політичний діяч. Один з лідерів Революційної комуністичної ліги та Нової антикапіталістичної партії, учасник об'єднаного Четвертого Інтернаціоналу. Провідна фігура студентського повстання 1968 року.

## Життєпис
Бенсаїд народився в Тулузі, Франція, у сім’ї батька-сефарда, єврея з Алжиру. Разом з матір'ю Бенсаїда, він переїхав до вішівської Тулузи з Орана. У відповідь на різанину алжирців у Парижі 8 лютого 1962 року, Бенсаїд приєднався до Спілки студентів-комуністів. Невдоволений партійною ортодоксією, він швидко став частиною лівої опозиції всередині союзу й належав до числа дисидентів, яких виключили з партії у 1966 році.
У 1966 році Бенсаїд почав навчання у Вищій нормальній школі гуманітарних наук, де став одним із засновників організації «Революційної комуністичної молоді» (фр. Jeunesse Communiste Révolutionnaire), яка згодом перетворилася на Революційну комуністичну лігу. Разом із Данієлем Кон-Бендітом він заснував «Рух 22 березня», який брав активну участь у травневих протестах 1968 року у Франції. Бенсаїд став провідним теоретиком Революційної комуністичної ліги й Об’єднаного секретаріату Четвертого інтернаціоналу, професором філософії в Університеті Париж-VIII, а також стипендіатом Міжнародного інституту досліджень та освіти. Бенсаїд був відомий своїми дослідженнями творчості Вальтера Беньяміна і Карла Маркса, а також сучасним аналізом французького постмодернізму. 
Бенсаїд і течія троцькізму, представлена Об’єднаним Секретаріатом Четвертого Інтернаціоналу, зазнавали нападок з боку більш ортодоксальних троцькістів через висунуту стратегію, щодо входження в «нові соціальні рухи»; зокрема, за сприйняття реформи та революції як фальшивої дихотомії та пропозицію створення «широких партій», а не формування партій традиційного ленінського типу. В одному з таких критичних коментарів Люк Купер критикував Бенсаїда за твердження про те, що за певних конкретних обставин є можливим входження до капіталістичного уряду та спроба використання існуючої державт як інструмента революційної трансформації. Бенсаїд також обговорював революційну стратегію з іншими членами Четвертого Інтернаціоналу та міжнародним секретарем Британської соціалістичної робітничої партії Алексом Каллінікосом.
Помер від раку 12 січня 2010 року у віці 63 років. Захворювання було спричинене побічними ефектами препаратів для лікування СНІДу, з яким він жив протягом останніх 16 років. Після смерті Бенсаїда, пакистано-британський публіцист Тарік Алі назвав його «провідним марксистським інтелектуалом Франції».